# ماتيلدي بيريز
ماتيلدي بيريز (بالإسبانية: Matilde Pérez)‏ هي فنانة تشكيلية ورسامة تشيلية، ولدت في 7 ديسمبر 1916 في سانتياغو في تشيلي، وتوفي بنفس المكان في 1 أكتوبر 2014.